# Микиша Дмитро Сергійович
Дмитро Сергійович Микиша (нар. 4 вересня 1985, м. Мерефа, Харківський район, Харківська область) — український громадський діяч, політик. Народний депутат України 9-го скликання. Член Комітету Верховної Ради з питань організації державної влади, місцевого самоврядування, регіонального розвитку та містобудування.

## Життєпис

### Освіта
Закінчив Українську державну академію залізничного транспорту (спеціальність «Організація перевезень та управління на транспорті»). Закінчив Харківський регіональний інститут державного управління Національної академії державного управління при Президентові України (спеціальність «Державне управління»).

### Трудова діяльність
З 2009 р. — працював запасним черговим, черговим по залізничній станції Відокремленого підрозділу «Харківська дирекція залізничних перевезень» Державного підприємства «Південна залізниця».
З 2015 р. — заступник міського голови з питань діяльності виконавчих органів ради Виконавчого комітету Мереф'янської міської ради.
З 2019 р. — Народний депутат України IX скликання Верховної Ради України.

## Громадсько-політична діяльність
З 2016 р. — член правління громадської організації «Агенція з розвитку та інвестицій».
Народний депутат України від партії «Слуга народу» на парламентських виборах у 2019 р. (виборчий округ № 181, Зміївський район, частина Харківського району).
Будучи кандидатом у народні депутати від «Слуги народу» Дмитро Микиша зі сцени вітав учасників святкування в честь Дня молоді у м. Мерефа Харківської області і виступав зі сцени на свято Івана Купала.
На час виборів: заступник міського голови з питань діяльності виконавчих органів ради Виконавчого комітету Мереф'янської міськради, проживає в м. Мерефа Харківського району Харківської області. Безпартійний.
22 липня 2025 року голосував за закон України 12414 який був ухвалений з порушенням Регламенту Верховної Ради України та підпорядкував НАБУ та САП Генеральному прокурору і викликав масові протести.